# Anna Lindhs park, Stockholm

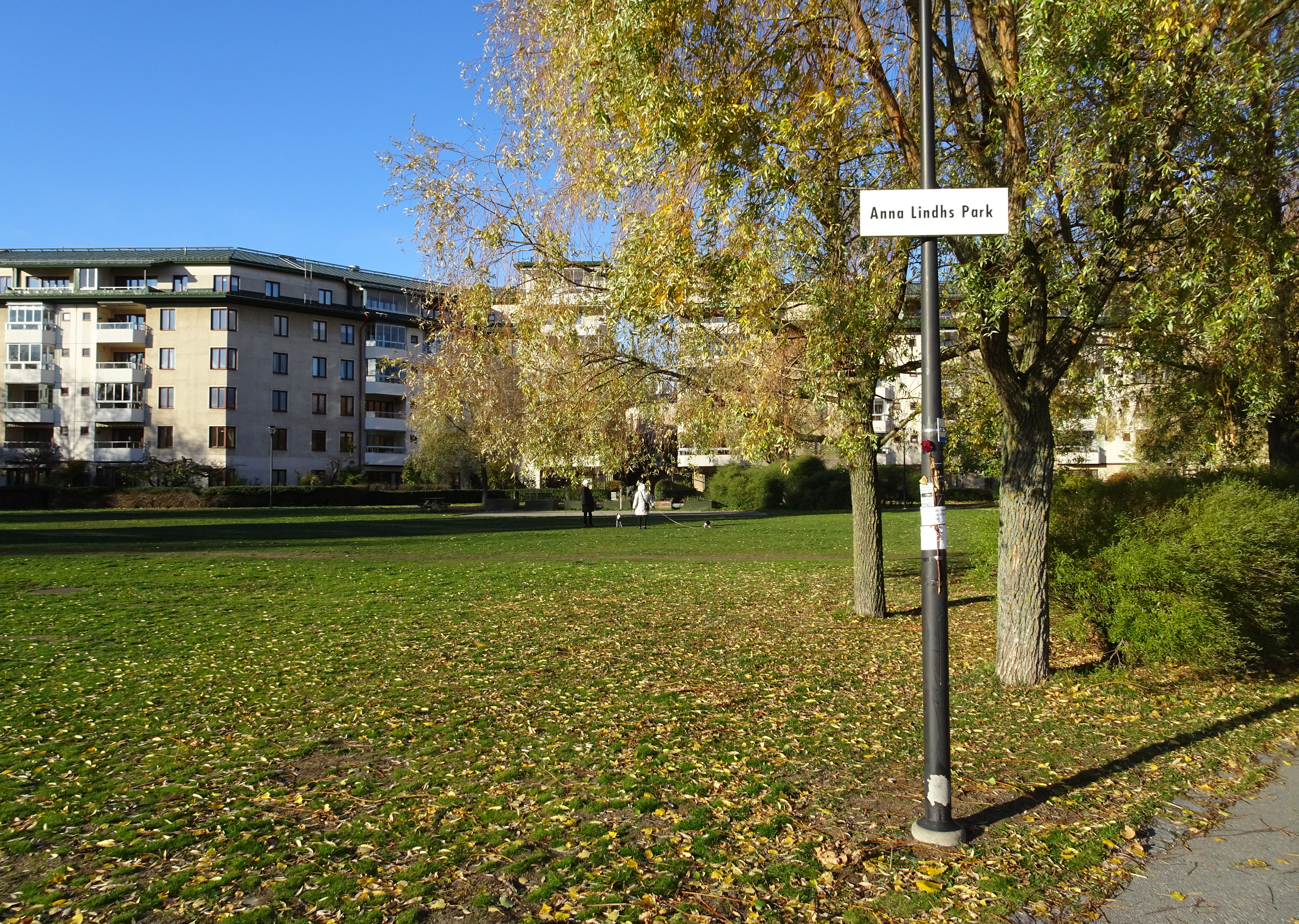
Anna Lindhs park, oktober 2018.

Anna Lindhs park, tidigare Vintertullsparken, är en park i Norra Hammarbyhamnen på Södermalm i Stockholm. Parken omges av kvarteret Hamnvakten som var det första nya bostadskvarteret som byggdes i Hammarbyhamnen, i söder vetter parken mot kajen och Hammarby sjö.

## Historik
Det tidigare namnet kommer av Hammarby vintertull, en av Stockholms tullar där avgift togs ut på varor som fördes in till staden med släde vintertid över frusna sjöar i nuvarande Nacka och Värmdö kommuner. Själva tullhuset, som revs 1907, låg i nuvarande hörnet Malmgårdsvägen-Ljusterögatan. Namnet Vintertullsparken fick parken 1979.

## Namnbyte

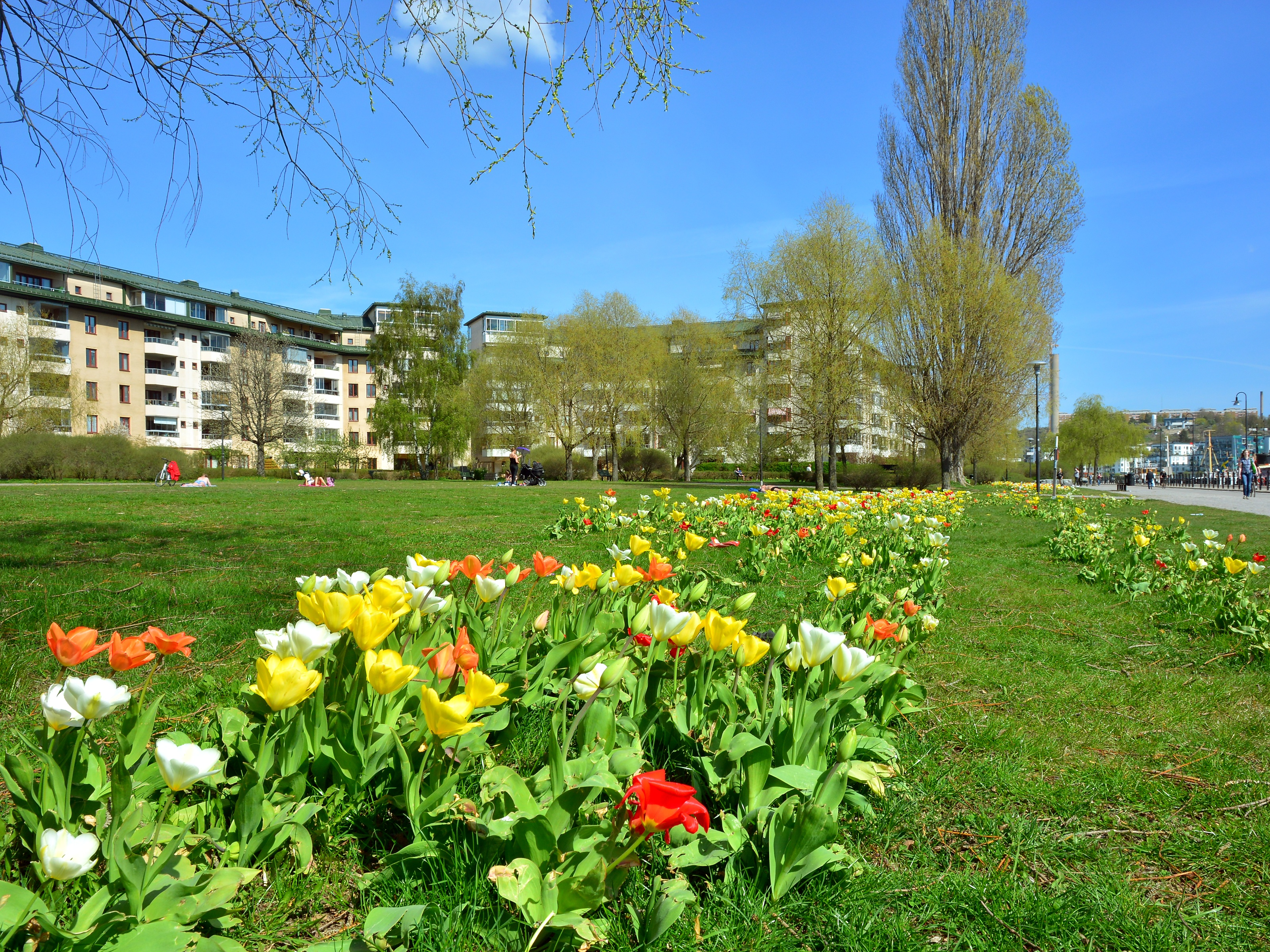
Anna Lindhs park i april 2014.

I september 2013 enades Stockholms stad, Namnberedningen och Anna Lindhs anhöriga om byte av namn för Vintertullsparken till Anna Lindhs park. Anna Lindh bodde länge i närheten av parken. Både Vintertullsparken och Anna Lindhs plats upphör därmed som namn och platsen vid Åsötorget blir namnlös igen.
Skyltar med det nya namnet sattes upp i mars 2014.